# 新派劇
新派劇（日语：／ Shinpa */?）是一種日本傳統藝能。

## 外部連結
- 官方网站（日語）